# Dolichopus subspretus
Dolichopus subspretus är en tvåvingeart som beskrevs av Negrobov 1979. Dolichopus subspretus ingår i släktet Dolichopus och familjen styltflugor. Inga underarter finns listade i Catalogue of Life.